# Daichi Tagami
Daichi Tagami (jap. 田上 大地, Tagami Daichi; * 16. Juni 1993 in der Präfektur Chiba) ist ein japanischer Fußballspieler. 

## Karriere
Daichi Tagami erlernte das Fußballspielen in der Schulmannschaft der Ryūtsū Keizai University Kashiwa High School sowie in der Universitätsmannschaft der Ryūtsū-Keizai-Universität. Seinen ersten Vertrag unterschrieb er 2016 bei V-Varen Nagasaki. Der Verein aus Nagasaki spielte in der zweithöchsten Liga des Landes, der J2 League. 2017 wurde er mit dem Club Vizemeister der zweiten Liga und stieg somit in die erste Liga auf. Ende 2018 musste er mit dem Club als 18. der Tabelle wieder den Weg in die Zweitklassigkeit antreten. Für V-Varen absolvierte er 66 Spiele. 2019 wechselte er zum Ligakonkurrenten Kashiwa Reysol nach Kashiwa. Ende 2019 wurde er mit Kashiwa Meister der zweiten Liga und stieg in die erste Liga auf. Nach dem Aufstieg ging er Anfang 2020 auf Leihbasis zum Zweitligisten Albirex Niigata. Für den Verein aus Niigata absolvierte er 54 Zweitligaspiele. Nach der Ausleihe wurde er am 1. Februar 2022 fest von Niigata unter Vertrag genommen. Am Ende der Saison 2022 feierte er mit Albirex die Meisterschaft und den Aufstieg in die erste Liga. Im Januar 2024 wechselte er in die zweite Liga. Hier unterschrieb er einen Vertrag bei Fagiano Okayama. Am Ende der Saison 2024 belegte er mit Okayama den fünften Tabellenplatz und qualifizierte sich somit zu den Aufstiegsspielen zur ersten Liga. Hier konnte man sich im Finale gegen Vegalta Sendai durchsetzen und stieg somit in die erste Liga auf.

## Erfolge
V-Varen Nagasaki
- Japanischer Zweitligavizemeister: 2017  ▲

Kashiwa Reysol
- Japanischer Zweitligameister: 2019  ▲

Albirex Niigata
- Japanischer Zweitligameister: 2022  ▲